# Constança de Sicília i de Caríntia
|  | Aquest article tracta sobre la filla de Pere II de Sicília. Vegeu-ne altres significats a «Constança de Sicília (desambiguació)». |

Constança de Sicília (1324 - 1355), infanta de Sicília i regent de Sicília (1352-1354).
Filla gran de Pere II de Sicília i la seva esposa Elisabet de Caríntia. En morir el seu pare, el seu germà petit Lluís I de Sicília fou nomenat hereu del reialme.
Constança exercí de regent a partir de 1352 quan el seu germà Lluís I marxà al Regne de Nàpols per entrar en batalla amb Joana I de Nàpols.Morí el 23 d'octubre de 1355.